# Turnul de televiziune din Baku
Turnul de televiziune din Baku (în azeră Televiziya Qülləsi) este un turn de telecomunicații din beton situat în Azerbaidjan și inaugurat în 1996. Cu o înălțime de 310 m, este cea mai înaltă structură din Azerbaidjan și cea mai înaltă clădire din beton armat din Caucaz.
Turnul a devenit unul dintre reperele orașului, fiind adesea folosit pentru a identifica orașul în cadrul filmelor plasate acolo.

## Istorie
Turnul de televiziune a fost proiectat, în urma deciziei Consiliului de Miniștri al URSS, de către Institutul de proiectare al Ministerului comunicațiilor al URSS. Lucrările de construcție au început în 1979 și, conform planului, ar fi trebuit finalizate în 1985, însă lucrările au fost oprite înainte de finalizare.  După întoarcerea lui Heydar Aliyev la putere în 1993, construcția turnului a fost reluată, iar în 1996 a avut loc ceremonia oficială de deschidere a turnului.
Un restaurant rotativ situat la etajul 62 (175 metri) al turnului a fost deschis în 2008, cu ocazia unor lucrări de reamenajare a turnului.

## Aspect
Cu ocazia sărbătorilor naționale, turnul este iluminat în albastru, roșu și verde, culorile tradiționale ale steagului din Azerbaidjan. De asemenea, turnul a beneficiat de o iluminare specială pentru Anul Nou 2004, precum și cu alte ocazii.